# Kalbescher Werder bei Vienau
Koordinaten: 52° 42′ 14″ N, 11° 27′ 47″ O
Das Kalbescher Werder bei Vienau ist ein Naturschutzgebiet in der Stadt Kalbe (Milde) im Altmarkkreis Salzwedel in Sachsen-Anhalt.
Das Naturschutzgebiet mit dem Kennzeichen NSG 0046 ist 134,68 Hektar groß. Es ist deckungsgleich mit dem gleichnamigen FFH-Gebiet. Das Gebiet steht seit dem 5. Juli 1978 unter Schutz. Zuständige untere Naturschutzbehörde ist der Altmarkkreis Salzwedel.
Das Naturschutzgebiet liegt im Süden der Moränenlandschaft Kalbescher Werder unmittelbar westlich von Vienau. Es stellt einen Waldbereich auf sandigem Untergrund unter Schutz. Die Wälder stellen sich je nach Standort als Kiefern-Dünenwald auf extrem trockenen Binnendünen bis zu Bruchwald in nassen Quellbereichen dar. Die Krautschicht der Kiefernwälder wird von Drahtschmielen, Landreitgras und Gewöhnlicher Kuhschelle gebildet. Vereinzelt sind Silbergrasfluren zu finden. Im Übergang von den mit Kiefern bestandenen Sanderflächen zur Niederung der Unteren Milde ist Stieleichen-Hainbuchenwald mit Sternmiere, Deutschem Geißblatt, Vielblütiger Weißwurz, Zweiblättriger Schattenblume und Gewöhnliche Goldnessel vorherrschend. Vielfach ist auch Moorbirke anzutreffen. In der Niederung mit im Bereich des Naturschutzgebietes befindlichen Quellaustritten ist Erlen-Eschenwald und Traubenkirschen-Eschenwald vorherrschend. Die Krautschicht wird von Echter Nelkenwurz, Sumpfpippau, Geflecktem Knabenkraut und Einbeere gebildet. In stark vernässten Bereichen ist auch Bruchwald mit Erlen und Moorbirken zu finden. Hier wird die Krautschicht von Sumpfhaarstrang, Sumpffarn, Sumpfblutauge und Sumpfcalla bestimmt. Auch Frühjahrsblüher wie Buschwindröschen, Schafkraut und Schattenblümchen sind im Naturschutzgebiet zu finden.
Das Naturschutzgebiet zeichnet sich durch eine artenreiche Fauna aus. So sind hier u. a. Hermelin, Mauswiesel, Dachs und Fledermäuse (Zwergfledermaus und Kleine Bartfledermaus) heimisch. Die Avifauna ist u. a. durch Wespenbussard, Habicht, Rotmilan, Waldkauz, Ziegenmelker, Mittelspecht, Waldschnepfe, Ortolan und Heidelerche vertreten. Auch verschiedene Amphibien, darunter Kamm- und Teichmolch, Laubfrosch und Kreuzkröte kommen hier vor. Das Naturschutzgebiet ist auch Lebensraum für Libellen, u. a. Gebänderte Prachtlibelle, Glänzende Binsenjungfer, Vogelazurjungfer und Gebänderte Heidelibelle.
Das Naturschutzgebiet grenzt im Nordwesten und Süden an landwirtschaftliche Nutzflächen, im Südwesten, Norden und Osten an weitere Waldflächen sowie im Osten auch an die Wohnbebauung von Vienau.